# Camerata robusta
Camerata robusta és una espècie de triclàdide marícola que habita la costa d'Itàlia. És l'única espècie coneguda del gènere. El nom genèric Camerata fa referència a les cambres presents al bulb penià mentre el nom específic robusta es refereix a la musculatura forta de l'aparell copulador.